# Almodis de la Marche
Almodis de la Marche (1020? – 16. října 1071) byla francouzská šlechtična. Proslavila se svými sňatky, zejména třetím s barcelonským hrabětem Ramonem Berenguerem I., se kterým se v roce 1053 dopustila dvojité bigamie, za což je papež nechal exkomunikovat.

## Život
Almondis se narodila jako dcera hraběte Bernarda I. z Marche a jeho manželky Amélie. Kolem roku 1038 se provdala za Huga V. z Lusignanu, s nímž měla dva syny a dceru. Manželé se z důvodu pokrevního příbuzenství rozvedli. Později se Almondis v roce 1040 s Hugovou pomocí provdala za hraběte Ponse z Toulouse. Almondis byla stále Ponsovou manželkou, když ji v dubnu 1053 unesl hrabě Ramon Berenguer I. Barcelonský. Unesl ji z Narbonne s pomocí flotily, kterou na sever poslal jeho spojenec, muslimský emír z Tortosy. Okamžitě se vzali (přestože oba její předchozí manželé byli stále naživu) a následujícího roku se objevili v listině spolu se syny - dvojčaty. Papež Viktor II. oba manžele za tento nezákonný sňatek až do roku 1056 exkomunikoval.
Almondis udržovala kontakt se svými manželi a dětmi a v roce 1066/67 odjela do Toulouse na svatbu dcery. Několik let předtím, v roce 1060, povstal Hugo V. z Lusignanu proti svému pánu, vévodovi Vilémovi VIII. Akvitánskému, v čemž ho podpořil syn Almondis Vilém IV. z Toulouse. Její synové se navzájem podporovali ve vojenských taženích; kříž převzali Hugo VI. z Lusignanu, Raimond IV. z Toulouse i Berenguer Ramon II. Barcelonský.
Její třetí manžel Ramon byl před ní ženat s její neteří Isabelou Trencavel, dcerou Rangearde de la Marche. Jejich syn Petr Raymundi byl Ramonův původní dědic. Petr Raymundi nesnášel vliv Almondis a byl znepokojen, že se ho snažila nahradit svými dvěma syny. V říjnu 1071 svou nevlastní matku Petr zavraždil.
Otec Petra za jeho zločin vydědil a vyhostil ze země. Když pak hrabě Ramon v roce 1076 zemřel, byla Barcelona rozdělena mezi dva syny Almondis, Ramona Berenguela a Berenguela Ramona. Vražedná historie rodiny Petrem neskončila, protože Berenguer Ramon si vysloužil přezdívku „Bratrovrah“, když zabil své vlastní dvojče.

## Potomci
Prvnímu manželovi Hugovi V. z Lusignanu, za něhož se provdala kolem roku 1038, Almodis porodila dva syny a dceru:
- Hugo VI. z Lusignanu (1039/1043–1102)
- Jordan z Lusignanu
- Melisenda z Lusignanu, provdána před rokem 1074 za Simona de Parthenay

Almondis a Hugo z Lusignanu se rozvedli z důvodu pokrevního příbuzenství, a Hugo jí v roce 1040 zařídil sňatek s hrabětem Ponsem z Toulouse.Spolu měli sedm dětí, včetně:
- Vilém IV. z Toulouse (1040–1094)
- Raimond IV. z Toulouse (1041/1042–1105)
- Hugo z Toulouse, opat ze Saint-Gilles
- Almondis z Toulouse, provdána za hraběte Pierra z Melgueil

V roce 1053 se Almondis potřetí provdala za Ramona Berenguera I. Barcelonského, se kterým měla čtyři děti:
- Berenguer Ramon II. Barcelonský (1053/1054–1097/1099)
- Ramon Berenguer II. Barcelonský (1053/1054–1082)
- Anežka Barcelonská, provdána za hraběte Guiguese II. z Albonu
- Sancha Barcelonská, provdána za hraběte Viléma I. z Cerdanye